# Renato Micallef
Renato Micallef (Malta, 19 november 1951) is een Maltese popzanger. Hij zingt al sinds zijn twaalfde en toerde door de Verenigde Staten, Australië en het Verenigd Koninkrijk. 
Malta had in 1971 voor het eerst deelgenomen aan het Eurovisie Songfestival en eindigde als laatste. In 1972 gebeurde dit opnieuw, waarop het land besloot zich terug te trekken. In 1975 deed Malta opnieuw een poging. Renato vertegenwoordigde Malta met het lied Singing this song. Hij eindigde op de 12e plaats. Hierop trok Malta zich opnieuw terug. Pas in 1991 namen ze weer deel. Hierna probeerde Renato via de voorrondes van 1992, '93, '95, '96 en '97 opnieuw de eindronde te bereiken, maar zonder succes.
Renato presenteerde ook op radio en televisie en toerde zelfs met een van zijn idolen, Shirley Bassey.
1971: Joe Grech · 
1972: Helen & Joseph · 
1975: Renato · 
1991: Paul Giordimaina & Georgina · 
1992: Mary Spiteri · 
1993: William Mangion · 
1994: Chris & Moira · 
1995: Mike Spiteri · 
1996: Miriam Christine · 
1997: Debbie Scerri · 
1998: Chiara · 
1999: Times Three · 
2000: Claudette Pace · 
2001: Fabrizio Faniello · 
2002: Ira Losco · 
2003: Lynn Chircop · 
2004: Julie & Ludwig · 
2005: Chiara · 
2006: Fabrizio Faniello · 
2007: Olivia Lewis · 
2008: Morena · 
2009: Chiara · 
2010: Thea Garrett · 
2011: Glen Vella · 
2012: Kurt Calleja · 
2013: Gianluca Bezzina · 
2014: Firelight · 
2015: Amber · 
2016: Ira Losco · 
2017: Claudia Faniello · 
2018: Christabelle · 
2019: Michela · 
2021: Destiny Chukunyere · 
2022: Emma Muscat · 
2023: The Busker · 
2024: Sarah Bonnici · 
2025: Miriana Conte